# LaserWriter

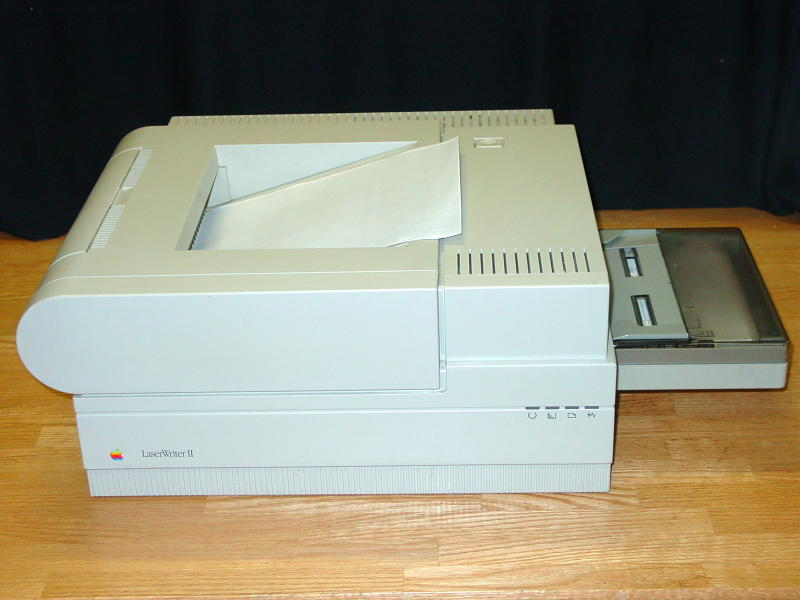
Apple Laserwriter II

Der LaserWriter ist ein Laserdrucker, der 1985 von Apple eingeführt wurde.
Das erste Modell war PostScript-fähig und einer der ersten Laserdrucker für den Massenmarkt. Mit AppleTalk konnte es von bis zu 16 Benutzern gleichzeitig verwendet werden. Zusammen mit der WYSIWYG-Technik des Apple Macintosh und der gleichzeitig von Aldus Corporation eingeführten Layout-Software PageMaker war der LaserWriter ein wesentliches Werkzeug für das damals entstehende Desktop-Publishing. Mit seiner 12-MHz-68000-CPU war der LaserWriter 50 % leistungsstärker als vorhandene Macs, und mit den 1,5 MB Speicher, die zum Herunterladen von Postscript-Schriftarten und zum Drucken einer Seite mit voller Auflösung von 300 dpi erforderlich waren, hatte er dreimal so viel Speicher wie der leistungsfähigste Mac.
Die Kartusche HP 92295A des HP LaserJets war mit diesem Gerät kompatibel. Apple hat die Herstellung von Druckern später eingestellt.
Im Januar 1986 wurde der LaserWriter durch den LaserWriter Plus ergänzt, der über 22 zusätzliche Schriftarten verfügte. Der LaserWriter und der LaserWriter Plus wurden im Januar 1988 durch die LaserWriter II-Familie ersetzt.